# Gustav Jehle
Gustav Jehle (* 17. Juli 1908 in Planken; † 24. Februar 1991 ebenda) war ein liechtensteinischer Politiker (FBP).

## Biografie
Gustav Jehle war der Sohn von Joseph Jehle und dessen Frau Maria Anna (geborene Gantner). Er war Bürger von Planken und besuchte die Realschule in Vaduz. Anschliessend absolvierte er eine Maurerlehre. Von 1931 bis 1933 besuchte er die Baupolierschule in St. Gallen. Von 1950 bis 1980 betrieb er sein eigenes Baugeschäft in seiner Heimatgemeinde. Zusätzlich arbeitete er als Landwirt.
Jehle, der Mitglied der Fortschrittlichen Bürgerpartei war, bekleidete von 1936 bis 1969 das Amt des Gemeindevorstehers von Planken. Des Weiteren war er von 1939 bis 1945 sowie erneut von 1966 bis 1974 stellvertretender Abgeordneter im Landtag des Fürstentums Liechtenstein.
1938 heiratete er Maria Nägele. Aus der Ehe gingen fünf Kinder hervor.